# Monopeltis zambezensis
Monopeltis zambezensis — вид плазунів з родини амфісбенових (Amphisbaenidae). Мешкає в Південній Африці.

## Поширення і екологія
Monopeltis zambezensis мешкають в долині річки Замбезі та в района озера Кариба на кордоні Зімбабве і Замбії, а також на заході Мозамбіку. Вони живуть в лісистих саванах мопане, що ростуть на червоних ґрунтах.